# 앤서니 마크스
앤서니 윌리엄 마크스(영어: Anthony William Marx, 1959년 2월 28일 ~ )는 미국의 정치학자로, 2011년부터 뉴욕 공립도서관장을 맡고 있다. 그 이전에는 애머스트 대학의 제18대 총장을 역임했다.